# Caçafantasmes 2

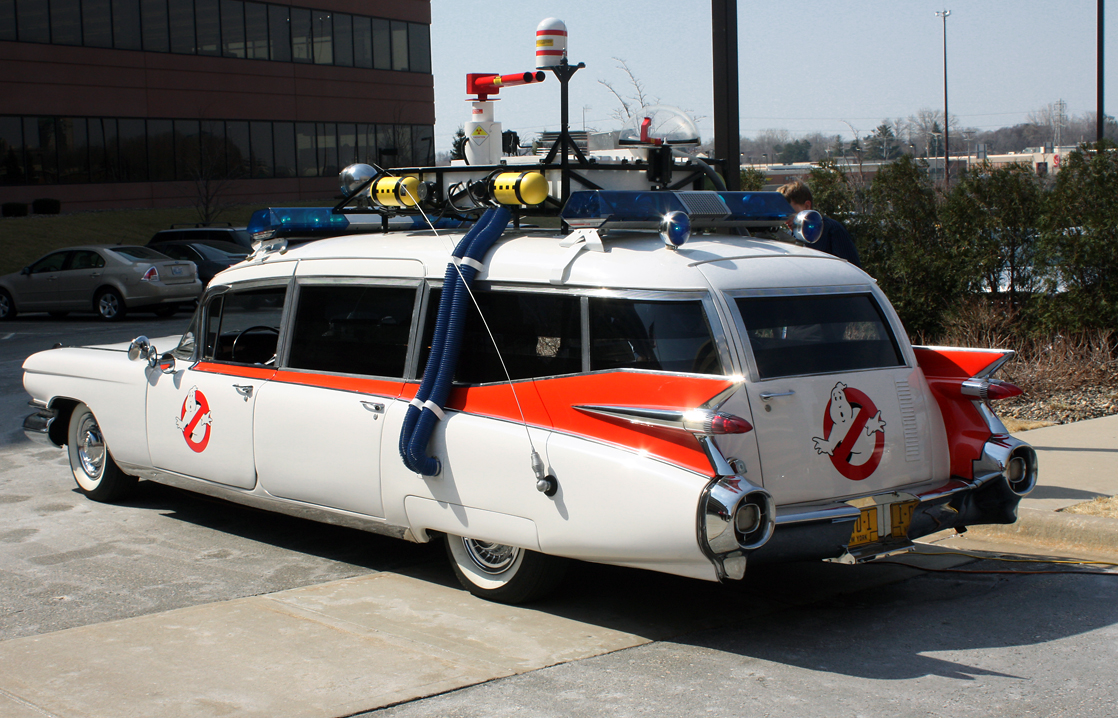
Imatge d'un cotxe caracteritzat de la pel·lícula.

Caçafantasmes 2 (títol original: Ghostbusters II) és una pel·lícula estatunidenca d'Ivan Reitman estrenada l'any 1989. És la continuació de Els caçafantasmes estrenada l'any 1984. Ha estat doblada al català.

## Argument
Vigo von Homburg Deutschendorf, també conegut amb els noms de Vigo la Tristesa de Moldavia, Vigo dels Carpats, Vigo el Cruel o encara Vigo el Profà era un tirà i un bruixot detestat pel seu poble. Just abans de ser massacrat el 1610, va llançar una profecia anunciant el seu retorn. La seva ment es passeja des d'un quadre malèfic restaurat al Museum of Modern Art de Nova York.
Cinc anys després d'haver salvat la ciutat, Peter, Ray, Egon i Winston estan limitats a animar berenars d'aniversari i presentar shows de televisió. Durant aquest temps, una substància viscosa i malèfica s'escampa per les clavegueres de la ciutat, portant tot dret al museu que acull el famós quadre. Janos Poha, el conservador, és sotmès a les ordres de Vigo que li mana trobar un nen per encarnar-se. La tria de Janos és Oscar, el fill de Dana Barrett…

## Producció

### Gènesi del projecte
Després de l'èxit de la primera pel·lícula i de la sèrie de televisió d'animació, l'estudi Columbia Pictures fa pressió a l'equip per fer una continuació. Dan Aykroyd, Harold Ramis i Ivan Reitman estan en principi contra aquesta idea, perquè segons ells la primera pel·lícula concloïa la història. Accepten tanmateix d'anar a l'aventura.

### Casting
Tots els principals protagonistes de la primera pel·lícula reprenen aquí el seu paper. Bill Murray ha vacil·lat molt de temps perquè sempre ha refusat fer continuacions.
L'actor Wilhelm von Homburg, contractat pel paper de Vigo, parla molt malament l'anglès. Així que en algunes rèpliques, la seva veu ha estat doblada per Max Von Sydow.

### Rodatge
El rodatge s'ha desenvolupat entre el 28 de novembre de 1988 i el 7 de març de 1989.
- Nova York

Universitat de Colúmbia, Broadway i carrer 116e, Manhattan
Hook & Ladder Company no 8, North Moore Street, Manhattan
U.S. Customs House (per simular el Museum of Modern Art de Manhattan)
Washington Square Park, Greenwich Poble, Manhattan
- Los Angeles, Califòrnia

Caserna de bombers no 23, carrer 5è
Greystone Park & Mansion, Loma Vista Drive, Beverly Hills
- Burbank, Califòrnia

Platós 15 i 16, Warner Brothers Burbank Productora s, Warner Boulevard

## Banda original
Randy Edelman succeeix a Elmer Bernstein per la banda original de la pel·lícula. El CD comercialitzat no conté tanmateix més que les cançons de pop, rock o rap de la pel·lícula. El cèlebre Ghostbusters de Ray Parker, Jr. només apareix en el disc en la seva versió rap, per Run–D.M.C..
Llista dels títols
1. Bobby Brown - On Our Own (04:50)
2. New Edition - Supernatural (04:35)
3. James 'J.T.'Taylor - The Promised Land (04:17)
4. Bobby Brown - We're Back (05:08)
5. Doug E. Fresh & The Get Fresh Crew - Spirit (04:14)
6. Run–D.M.C. - Ghostbusters (rap version) (04:09)
7. Oingo Boingo - Flesh 'N Blood (04:16)
8. Elton John - Love Is A Cannibal (03:53)
9. Glenn Frey - Flip City (05:12)
10. Howard Huntsberry - Higher And Higher (04:08)

## Rebuda
Malgrat l'èxit de públic, els crítics no seran particularment elogiosos cap a aquesta continuació. La pel·lícula totalitza un 51 % de crítiques positives a Rotten Tomatoes i un 56 % a Metacritic.

## Al voltant de la pel·lícula
- El nom complet del dolent d'aquesta pel·lícula (Vigo) és Príncep Vigo von Homburg Deutschendorf (es pot veure a l'ordinador dels caçafantasmes). Von Homburg és el nom de l'intèrpret de Vigo i Deutschendorf és el nom dels bessons que han fet el paper del bebè Oscar en el qual Vigo prova de reencarnar-se.[5]
- Contràriament a la primera pel·lícula, no es veu en cap moment els herois fumar un cigarreta. Una millor manera de classificar la pel·lícula per tots els públics.
- El comandament utilitzat per controlar els desplaçaments de l'Estàtua de la Llibertat és un controlador NES Advantage modificat.
- Elaine, en l'emissió World of the Psychic with Dr. Peter Venkman prediu el final del món pel 14 de febrer de 2016.